# فيليب ويلر
فيليب ويلر (بالإنجليزية: Philip Wheeler)‏ هو لاعب كرة قدم أمريكية أمريكي، ولد في 12 ديسمبر 1984 في كولومبوس في الولايات المتحدة.

## وصلات خارجية
- فيليب ويلر على موقع مرجع كرة القدم المحترفة.كوم (الإنجليزية)